# Stomacarus watsoni
Stomacarus watsoni är en kvalsterart som först beskrevs av Travé 1964.  Stomacarus watsoni ingår i släktet Stomacarus och familjen Acaronychidae. Inga underarter finns listade i Catalogue of Life.